# دونغ بيوو
دونغ بيوو (بالصينية: 董必武؛ ويد–جيلز: تونج بي-وو؛ 5 مارس 1886 - 2 أبريل 1975) كان سياسيًا وثوريًا شيوعيًا صينيًا، شغل منصب رئيس جمهورية الصين الشعبية بالنيابة بين عامي 1972 و1975.